# 1954-es Formula–1 francia nagydíj
A francia nagydíj volt az 1954-es Formula–1 világbajnokság negyedik futama, amelyet 1954. július 4-én rendeztek meg a francia Reims-Gueux-on, Reimsben.

## Futam
A bajnokságban két verseny alatt nagy előnyre szert tevő Fangio, a belga nagydíj után átigazolt a Mercedeshez, és a Reimsben rendezett francia nagydíjon már a német csapat autójával állt rajthoz.
A feltörekvő Mercedes megszerezte az első két rajtkockát, Fangio és a német Karl Kling jóvoltából, majd a verseny végéig megőrizték pozíciójukat, ezzel meghozták a mercedes első kettős győzelmét, ahol a két Mercedes egytized másodpercre egymástól futottak át a célvonalon. Ascari átigazolt Fangio helyére a Maseratihoz, és bár a harmadik helyről rajtolt, már az első kört sem tudta befejezni. A dobogó harmadik fokára a Ferrari francia pilótája Robert Manzon állhatott fel. A verseny leggyorsabb körét a Mercedest vezető Hans Hermann futotta, annak ellenére, hogy már a hetedik körben motormeghibásodás miatt kiállni kényszerült.
| Helyezés | Rajtszám | Versenyző             | Csapat/Motor | Futott kör | Idő/Kiesés oka | Rajthely | Pont |
| -------- | -------- | --------------------- | ------------ | ---------- | -------------- | -------- | ---- |
| 1        | 18       | Juan Manuel Fangio    | Mercedes     | 61         | 2h42:47.9      | 1        | 8    |
| 2        | 20       | Karl Kling            | Mercedes     | 61         | + 0.1          | 2        | 6    |
| 3        | 34       | Robert Manzon         | Ferrari      | 60         | + 1 kör        | 12       | 4    |
| 4        | 46       | Prince Bira           | Maserati     | 60         | + 1 kör        | 6        | 3    |
| 5        | 14       | Luigi Villoresi       | Maserati     | 58         | + 3 kör        | 14       | 2    |
| 6        | 24       | Jean Behra            | Gordini      | 56         | + 5 kör        | 17       |      |
| Ki       | 28       | Paul Frère            | Gordini      | 50         | Tengely        | 19       |      |
| Ki       | 4        | Maurice Trintignant   | Ferrari      | 36         | Motorhiba      | 9        |      |
| Ki       | 36       | Louis Rosier          | Ferrari      | 27         | Motorhiba      | 13       |      |
| Ki       | 12       | Onofre Marimón        | Maserati     | 27         | Váltóhiba      | 5        |      |
| Ki       | 16       | Roberto Mieres        | Maserati     | 24         | Motorhiba      | 11       |      |
| Ki       | 42       | Ken Wharton           | Maserati     | 19         | Váltóhiba      | 16       |      |
| Ki       | 48       | Harry Schell          | Maserati     | 19         | Üzemanyagpumpa | 21       |      |
| Ki       | 22       | Hans Herrmann         | Mercedes     | 16         | Motorhiba      | 7        | 1    |
| Ki       | 44       | Roy Salvadori         | Maserati     | 15         | Féltengely     | 10       |      |
| Ki       | 2        | José Froilán González | Ferrari      | 13         | Motorhiba      | 4        |      |
| Ki       | 32       | Lance Macklin         | HWM-Alta     | 10         | Motorhiba      | 15       |      |
| Ki       | 30       | Georges Berger        | Gordini      | 9          | Motorhiba      | 20       |      |
| Ki       | 6        | Mike Hawthorn         | Ferrari      | 9          | Motorhiba      | 8        |      |
| Ki       | 26       | Jacques Pollet        | Gordini      | 8          | Motorhiba      | 18       |      |
| Ki       | 10       | Alberto Ascari        | Maserati     | 1          | Váltóhiba      | 3        |      |
| NI       | 40       | Sergio Mantovani      | Maserati     |            | Nem indult     |          |      |

## Statisztikák
- Ez volt Juan Manuel Fangio tizedik és a Mercedes első Formula–1-es győzelme.
- A francia nagydíj volt Karl Kling első Formula–1-es versenye.
- A versenyben vezettek: Karl Kling 13 kör (1–2., 29–33., 38., 54–57., 60.) és Juan Manuel Fangio 48 kör (3–28., 34–37., 39–53., 58–59., 61.).